# Born of the Flickering
Born of the Flickering är det första studioalbumet med det norska black metal-bandet Old Man's Child. Albumet utgavs 1996 av skivbolaget Hot Records. Albumet återugavs 1996 med ett annorlunda cover av Century Media Records.

## Låtlista
1. "The Millennium King" – 5:28
2. "Behind the Mask" – 3:58
3. "Soul Possessed" – 4:04
4. "My Demonic Figures" – 3:59
5. "Doommaker" – 3:39
6. "My Kingdom Will Come" – 4:35
7. "Return of the Night Creatures" – 5:36
8. "What Malice Embrace" – 5:13

- Text: Galder (spår 1, 4, 9), Aldrahn (spår 2, 3, 6–8, 10)
- Musik: Galder (spår 1–10), Jardar (spår 1, 5)

## Medverkande
Musiker (Old Man's Child-medlemmar)
- Galder (Thomas Rune Andersen Orre också känd som "Grusom") – sång (spår 1–4, 6–9), gitarr, keyboard
- Jardar (Jon Øyvind Andersen) – gitarr
- Tjodalv (Ian Kenneth Åkesson) – trummor
- Aldrahn (Bjørn Dencker) – sång (spår 2, 3, 7, 8, 10)
- Gonde (Frode Forsmo) – basgitarr, bakgrundssångare

Bidragande musiker
- Toril Snyen – sång
- Richard Wikstrand – akustisk gitarr (spår 5, 6)

Produktion
- Old Man's Child – producent
- Tom Sennerud – producent, ljudtekniker
- Vargnatt (Kristoffer Rygg) – mastering
- Media Logistics – omslagsdesign
- Christophe Szpajdel – logo